# Aldehuela de Calatañazor
Aldehuela de Calatañazor es una localidad y también una pedanía española de la provincia de Soria, partido judicial de Soria, Comunidad Autónoma de Castilla y León, España. Pueblo de la comarca de Tierras del Burgo que pertenece al municipio de Calatañazor.

## Geografía
Situada a la margen derecha del río Milanos: confina por el suroeste con Calatañazor, por el este con La Cuenca (Golmayo), por el norte con Muriel de la Fuente y por el oeste con La Torre.

## Historia
Sebastián Miñano  lo describe a principios del siglo XIX como aldea, o barrio de Calatañazor, con 16 vecinos y 68 habitantes.
A la caída del Antiguo Régimen la localidad se constituye en municipio constitucional en la región de Castilla la Vieja, partido de Almazán que en el censo de 1842 contaba con 23 hogares y 95 vecinos, para posteriormente integrarse en Calatañazor.

## Demografía
Aldehuela de Calatañazor contaba a 1 de enero de 2010 con una población de 17 habitantes, 9 hombres y 8 mujeres.
| Gráfica de evolución demográfica de Aldehuela de Calatañazor entre 2000 y 2010                   |
|                                                                                                  |
| Población de derecho (2000-2010) según los censos de población del INE a 1 de enero de cada año. |

### Comunicaciones
En la carretera  autonómica SO-9010 de la N-122 a Abejar.

## Medio Ambiente
Atraviesa su término la Cañada Real Galiana, también es conocida como Riojana ya que transcurre entre La Rioja y la provincia de Ciudad Real.